# CASA C-207
CASA C-207 アソル
マドリードの航空博物館に展示されているT.7-6 CASA C-207 'Azor' 405-17
- 用途：近/中距離兵員輸送機
- 製造者：CASA
- 運用者： スペイン（スペイン空軍）
- 初飛行：1955年9月28日
- 生産数：20機 + 試作機2機
- 生産開始：1958年 -1967年
- 運用開始：1960年
- 退役：1980年代

CASA C-207アソル（CASA C-207 Azor）は、CASAが製造した輸送機である。本機はCASA C-202 アルコンの拡大版であり、民間航空の国内路線向けに設計されたが民間からの注文は無く、スペイン空軍が10機を発注した。T.7Aと命名された最初の型が1960年に就役し、更にCASA 207C(T.7B)と命名された兵員/貨物輸送機型の10機が発注された。CASA 207は、CASA 2.111やCASA 352といった当時現役であった輸送機の後継機としてCASAで設計された最初の航空機の中の1機であった。
1980年代初めまで2機の試作機と20機の量産機が軍務に就いていた。ほとんどの機体は、第35輸送飛行団（the 35th Transport wing）へ配備された。

## 開発
CASA 207はスペインやヨーロッパ内で一般的な近距離から中距離路線向けの旅客機として開発されたが、この役割にはより適切な航空機が入手可能であった当時の標準からするとアソルは時代遅れで非経済的と思われたらしかった。そこでCASAは売り込み先を「近代的な」輸送機に興味を示していたスペイン空軍へと変更した。同社は以前にもC-201やC-202といった機体で当時就役していた輸送機を代替する後継機を模索していたが、これらは出力不足のエンジンが嫌われてキャンセルされていた。CASAはスペイン空軍向けにC-201と202に続く207の輸送機版を作ることに決めた。CASA 207Aは空軍向けに4名の搭乗員と40名の兵員を搭載できるよう、10機のC-207C (or T.7B)は大型の貨物ドアと空挺兵37名が搭乗できるように製造された。
ハンブルガー・フルクツォイクバウ社とCASAはターボプロップエンジンを搭載したモデルを提案したが、この計画はCASA C-212が入手可能となっていたために頓挫した。

## 派生型
C-207A/試作機
スペイン空軍で使用。2機製造。
C-207B
兵員40名か400kgの貨物を搭載。10機発注の内2機はプラット・アンド・ホイットニー ダブルワスプを搭載して試験に使用。10機製造。
C-207C
後部胴体に大型の貨物ドアを設置し、37名の空挺兵が搭乗可能。10機製造。

## 現存機
製造されたほぼ全機が何らかの形で現存している。事故で失われた1機を除いた21機がスペイン各地で保存されている。

## 運用
スペイン
- スペイン空軍

## 要目 (207B)
出典: The Encyclopedia of World Aircraft 
諸元
- 乗員: 4
- 定員: 40 passengers or 400 kilograms of cargo.
- 全長: 20.85 m （68 ft 5 in）
- 全高: 7.75 m （25 ft 5 in）
- 翼幅: 27.8 m（91 ft 2.5 in）
- 翼面積: 85.8 m2 （923.5 ft2）
- 空虚重量: 10,600 kg （23,370 lb）
- 運用時重量: 16,500 kg （35,640 lb）
- 動力: ブリストル ハーキュリーズ 730 星形エンジン、1,522 kW （2,040 hp）   × 2

性能
- 最大速度: 420 km/h  261 mph
- 巡航速度: 400 km/h  249 mph
- 航続距離: 2,350 km  1,460 miles
- 実用上昇限度: 8,000 m （26,250 ft）
- 上昇率: 5.5 m/s[2] （1,080 ft/min）